# 廣島港停留場
廣島港停留場（日语：／ Hiroshima Port teiryūjō */?），又稱廣島港電車站，是位於廣島縣廣島市南區宇品海岸一丁目，廣島電鐵宇品線的電車站。車站編號為U18。為宇品線的終點站。
在2001年前，電車站曾經名為宇品停留場（日语：／）。現時會有部分位置使用「廣島港（宇品）」的名稱。在廣島電鐵官方網站、電車路線圖以及電車指南中會單以「廣島港」稱叫此電車站。在電車站之間距離、路線一覽、運行系統中和電車方向幕中，會以使用「広島港（宇品）」的名稱。

## 歷史
在1915年（大正4年），宇品線已經延伸至宇品地區，而宇品線在宇區地區的終點站曾經位於不同位置。在1915年，宇品線御幸橋東詰至宇品之間開通，當時的終點站——宇品停留場（第一代）是位於廣島港的宇品棧橋（現時：廣島市營棧橋）前（參見海岸通停留場）。後來在1935年（昭和10年），御幸橋東詰至宇品之間路線改經宇品通，同時把終點站遷移至向宇品停留場。當時，向宇品停留場鄰近西堤防，在電車站西邊已經是海。
後來於西堤防西邊進行填海工程，並於戰後的1951年（昭和26年）完成。在新填海區開設了廣島縣營棧橋，而宇品線路軌計劃延長至該處。同年4月，縣營棧橋前向西遷移200米，宇品至於該處建設了新的終點站，當時的電車站名稱為宇品終點停留場（日语：／）。在1960年（昭和35年）改名為宇品停留場。隨後，填海工程繼續進行，縣營棧橋向南遷移。在1967年（昭和42年），宇品線路軌也向南延長了158米，而電車站也相繼遷移。在1976年（昭和51年），旅客大樓（現時：宇品旅客東大樓）進行工程，路線延長9.5米，此電車站也擴展至成為雙線鐵路。
隨後，填海工程仍然繼續，在原旅客大樓位置的西邊250米處新建了新旅客大樓（現時：宇品旅客大樓）。在2003年（平成15年），隨著建設新旅客大樓，宇品線路線再延長100米，此電車站遷移至新旅客大樓的正面。在遷移電車站前，已經率先在2001年（平成13年）11月改名為「廣島港（宇品）」。
- 1951年（昭和26年）4月1日 - 宇品線向宇品至此電車站開通，當時此電車站名為宇品終點停留場[10]。
- 1960年（昭和35年）3月30日 - 電車站改名為宇品停留場[10]。
- 1967年（昭和42年）10月1日 - 隨著縣營棧橋遷移，此電車站也遷移[4][5]。
- 1976年（昭和51年）3月31日 - 電車站內成為雙線鐵路[6]。
- 2001年（平成13年）11月1日 - 電車站改名為廣島港（宇品）停留場[10]。
- 2003年（平成15年）3月29日 - 電車站遷移至廣島港宇品旅客大樓前[12]。
- 2009年（平成21年）10月 - 實施時間表修正。取消從此電車站前往宮島口的直通班次（變為前往西廣島）。
- 2013年（平成25年）11月 - 實施時間表修正。取消從宮島線前往此電車站的直通班次（變為前往廣電前）。

## 電車站構造
電車站是地面車站，設有2面3線的港灣式低地台月台，當中南邊月台只有1面1線，北邊月台設有1面2線。月台編號不是以數字顯示，而是使用英文字母。從南邊開始為A、B、C號月台。
月台長度可容納2抽接掛電車。整座電車站都設有上蓋。當電車準備出發時，各月台都會發出不同的發車音樂，然後便響起發車鐘。當B號月台以單卡進站時，電車只會開啟後方車門，這是由於電車司機較困難地收集車票和車費，因此會使用流動式車費箱。
電車站在遷移至廣島港宇品旅客大樓後，便成為了海上交通和陸上交通的樞紐。旅客大樓的候船室位於第1層，與電車站同一層。由於電車站設有低地台月台，因此電車站與旅客大樓第一層之間沒有梯級。
在電車站進行遷移時，延長的路軌區間都是專用路軌，為了考慮景觀問題和造成熱島效應，路軌上種植了草披。

### 運行系統
此電車站是宇品線電車站之一。0、1、3、5系統會駛入此站。當中經比治山下前往廣島站方向的5號線會使用A號月台，經紙屋町前往廣島站方向的1號線和廣電西廣島方向的3號線會使用B、C號月台。
| A    | 5號線 | 經比治山下前往廣島站 |
| B、C | 0號線 | 前往廣電本社前       |
| B、C | 1號線 | 經紙屋町前往廣島站   |
| B、C | 3號線 | 前往西廣島           |

## 電車站周邊
電車站位於廣島港宇品內港地區，每年有300萬人以上使用港口，為廣島市的海玄關口。在電車站西邊設有大型工業地區。
廣島港中有許多國內航線。當中，在廣島港宇品旅客大樓中，設有前往松山港、吳港、似島、小用港等的渡輪服務。
- 東大樓宇品港灣大廈
- 廣島國際渡輪碼頭
- 廣島港公園
- 廣島港公園
- 出島地區
- youme Town御幸（日语：ゆめタウンみゆき）
- 廣島高速3號線出島出入口（日语：出島出入口 (広島県)）

## 相鄰電車站
廣島電鐵
■宇品線
元宇品口（U17）－廣島港（U18）

## 注腳
1. ↑  . 広島電鉄.   [2016-02-21]. （原始内容存档于2021-08-13） （日语）.
2. ↑  . 広島電鉄.   [2016-02-21]. （原始内容存档于2021-04-18） （日语）.
3. ↑  . 広島電鉄.   [2016-02-21]. （原始内容存档于2021-01-17） （日语）.
4. 1 2 3 4 5 6 7  《広電が走る街 今昔》91-95頁
5. 1 2  今尾惠介（監修）. . 11 中国四国. 新潮社. 2009: 38. ISBN 978-4-10-790029-6 （日语）.
6. 1 2  《広島電鉄開業100年・創立70年史》232頁
7. 1 2 3 4 5 6 7  《広島電鉄開業100年・創立70年史》293-294・444頁
8. ↑  《広電が走る街 今昔》指出延長200米。
9. ↑   (新闻稿). 広島電鉄. 2003-03-26  [2016-09-25]. （原始内容存档于2015-01-02） （日语）.
10. 1 2 3 4  《広電が走る街 今昔》150-157頁
11. ↑   (新闻稿). 広島電鉄.   [2016-09-25]. （原始内容存档于2012-02-09） （日语）.
12. ↑  . RAIL FAN (鐵道友之會). 2003-06-01, 50 (6): 20 （日语）.
13. 1 2 3 4 5  川島令三. . 【図説】 日本の鉄道. 第7巻 広島エリア. 講談社. 2012: 15・81頁. ISBN 978-4-06-295157-9 （日语）.
14. 1 2 3 4 5  川島令三.  中国篇 2. 草思社. 2009: 102・109–110頁. ISBN 978-4-7942-1711-0 （日语）.
15. ↑  . 広島電鉄.   [2016-09-25]. （原始内容存档于2016-09-27） （日语）.

## 外部連結
- 廣島港 | 電車情報：電停指南 （页面存档备份，存于）（日語） - 廣島電鐵